# نامحدود (فیلم)
نامحدود (به انگلیسی: Limitless) نام فیلمی آمریکایی و محصول سال ۲۰۱۱، به کارگردانی نیل برگر می‌باشد.

## داستان
«ادی مورا» نویسندهٔ ناموفقی است که «لیندی» ،دوست دخترش، به تازگی او را به دلیل اینکه آدم بدرد نخوری است ترک کرده. ادی خود را در تمام امور زندگی شکست خورده می‌پندارد و امید به بهتر شدن اوضاع ندارد اما به‌طور اتفاقی به دارویی دست پیدا می‌کند که او را قادر می‌سازد از ۱۰۰٪ توانایی‌های مغز خود استفاده کند؛ ادی به تدریج پی می‌برد که با استفاده از این قدرت می‌تواند دست به کارهای بزرگتری بزند و نویسندگی را رها می‌کند.

## مجموعه تلویزیونی
مجموعه تلویزیونی ۲۲ قسمتی با همین نام { نامحدود (مجموعه تلویزیونی) } در سال ۲۰۱۵ به نمایش درآمد که به نحوی ادامه و دنباله ای برای این فیلم می‌باشد.